# Man of the Forest
Man of the Forest (Brasil: O Homem da Floresta) é um filme de faroeste estadunidense de 1933, dirigido por Henry Hathaway.
É estrelado por Randolph Scott e Verna Hillie.

## Sinopse
Man of the Forest fala sobre uma jovem (Verna Hillie), que é capturada por um bando de foras da lei. Randolph Scott descobre seu plano e resgata Verna.

## Elenco
- Randolph Scott ... Brett Dale
- Verna Hillie ... Alice Gaynor
- Harry Carey ... Jim Gaynor
- Noah Beery ... Clint Beasley
- Barton MacLane ... Mulvey
- Buster Crabbe ... Yegg
- Guinn "Big Boy" Williams ... Big Casino
- Vince Barnett ... Little Casino
- Blanche Friderici ... Peg Forney
- Tempe Pigott ... Madame
- Tom Kennedy ... xerife Blake
- Frank McGlynn Jr. ... Pegg